# (597) Bandusia
(597) Bandusia es un asteroide perteneciente al cinturón de asteroides descubierto el 16 de abril de 1906 por Maximilian Franz Wolf desde el observatorio de Heidelberg-Königstuhl, Alemania.
Está nombrado por la fuente Bandusia.